# Metromost (Nižnij Novgorod)
Nižněnovgorodský Metromost se nachází na řece Oce v Nižním Novgorodě mezi Molitovským a Kanavinským mostem. Jako metromost se v Rusku označuje most sloužící pro převedení metra.
Most je dvoupatrový a slouží metru i automobilové dopravě. Metro jezdí v zaskleném dolním patru, v 18 m široké vrchní části se nachází vozovka se čtyřmi jízdními pruhy. Most má pouze úzké technické chodníky, nepřístupné pro veřejnost.
Délka mostu je 1234 m pro metro, 1344 m pro automobilovou dopravu, včetně 884 m nad řečištěm. Největší rozpětí oblouku je 144,5 m. Celková délka spolu s estakádami na obou březích tvoří 6170 m.
Most zajišťuje prodloužení linky č. 1 (Avtozavodskaja) nižněnovgorodského metra na druhý břeh řeky Oky na stanici Gorkovskaja.

## Historie
S budováním mostu se začalo v 90. letech. Problémy s nedostatkem finančních prostředků však celou výstavbu velmi pozdržely a dokončení stavby se neustále odkládalo. Roku 1995 došlo k dlouhodobé konzervaci stavby. Na počátku 21. století se začalo opět pracovat, roku 2007 bylo uvolněno z různých rozpočtů celkem 802,5 mil. rublů, na další roky se počítalo s částkami 2-3 miliardy.
Souběžně se stavbou mostu se stavily estakáda v Zarečné části města na nízkém levém břehu a sjezd, který spojil most s uliční sítí vysoce položené Nagorné části na pravém břehu. Pro auta most byl otevřen 4. listopadu 2009. V plném rozsahu silniční přístupy byly otevřeny na levém břehu v listopadu 2010, na pravém břehu v září 2012.
Ražení tunelů od mostu k stanici Gorkovskaja trvalo od září 2009 až do června 2010, dostavba samotné stanice ale ještě pokračovala. První motorový vůz projel mostem až v červenci 2012. Pravidelný provoz metra přes most byl zahájen 4. listopadu téhož roku.

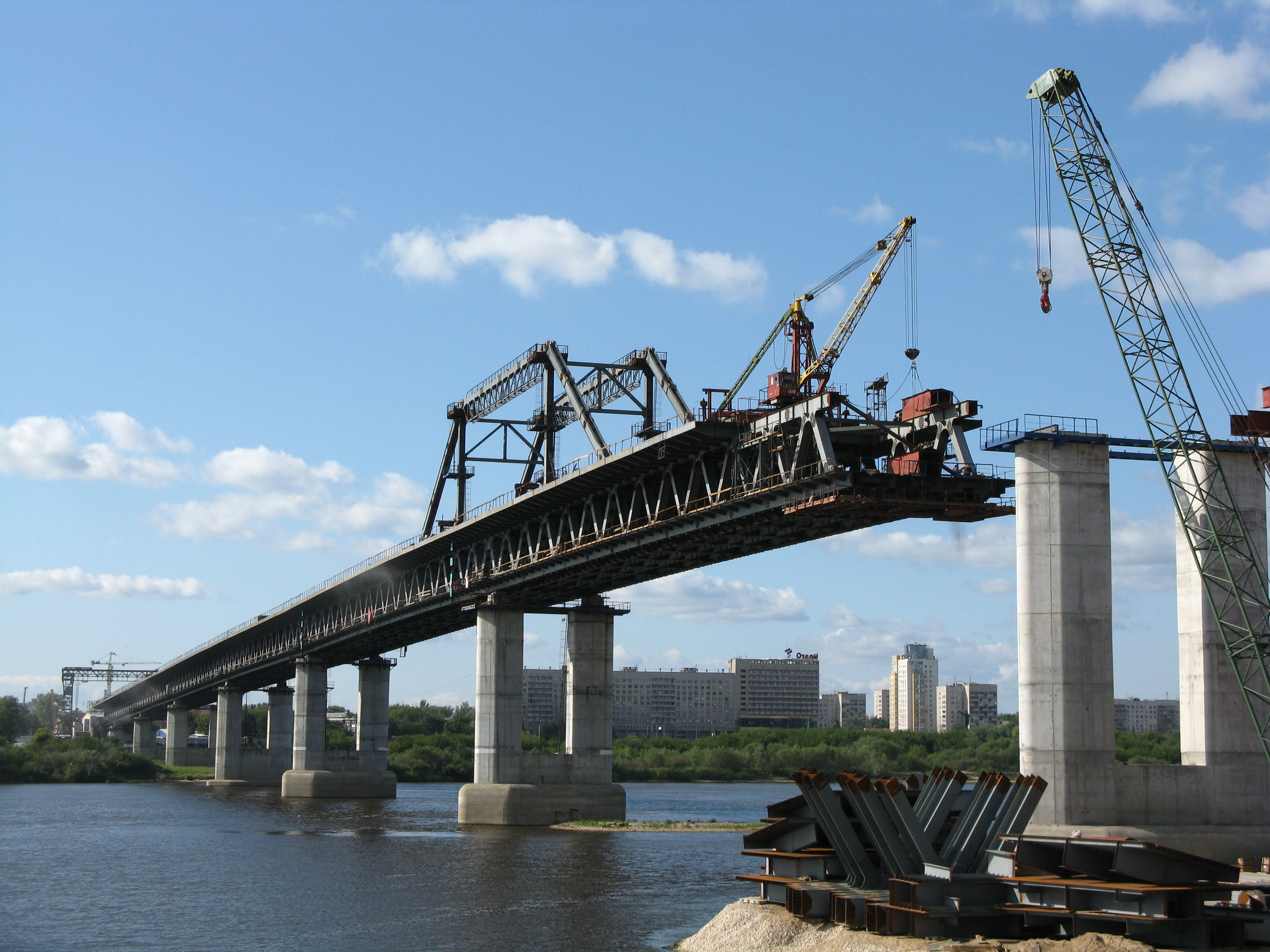
Pohled na stavbu od Nagorní části města v srpnu 2008.
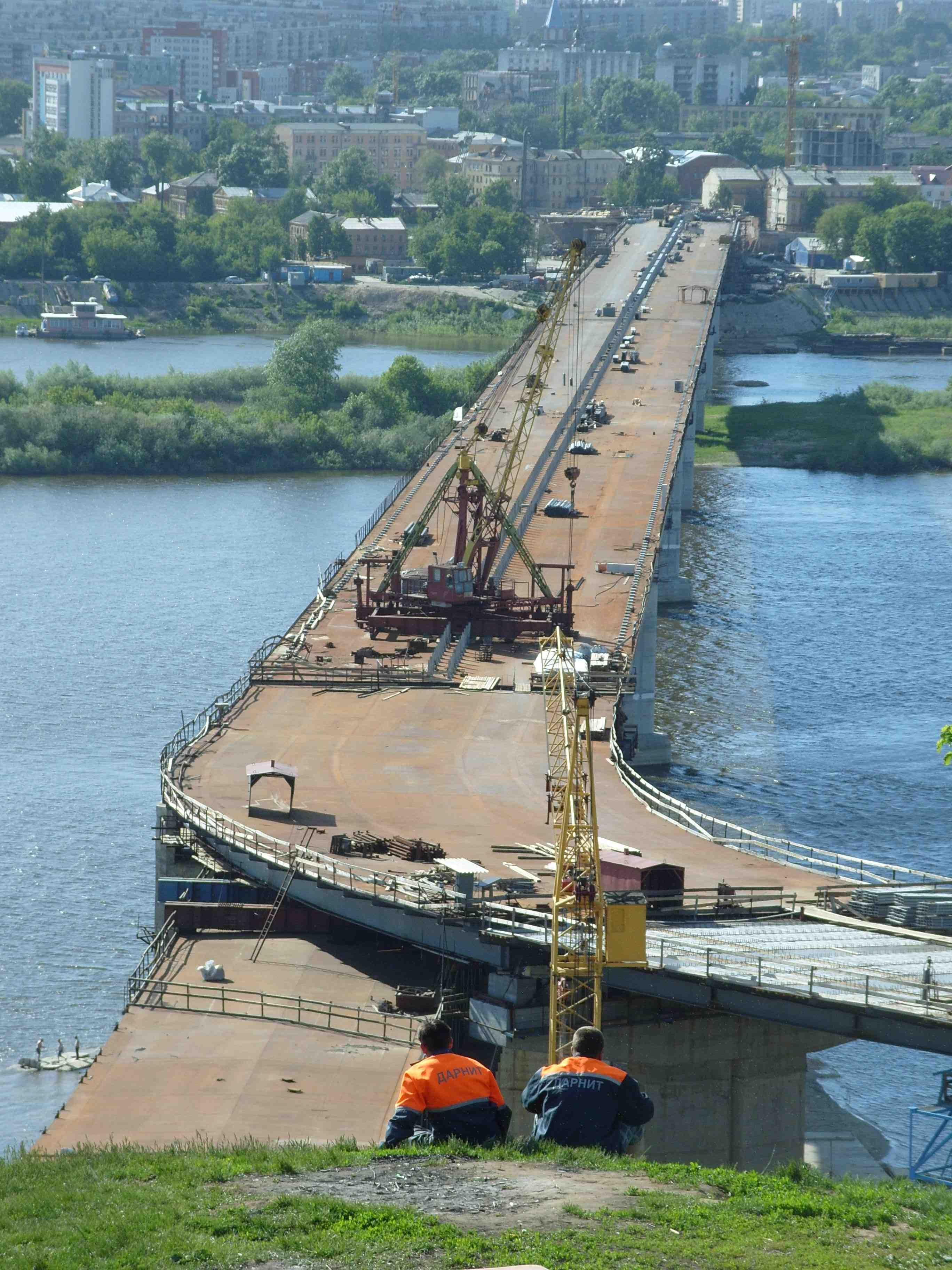
Pohled na stavbu s Nagorní části města v květnu 2009.
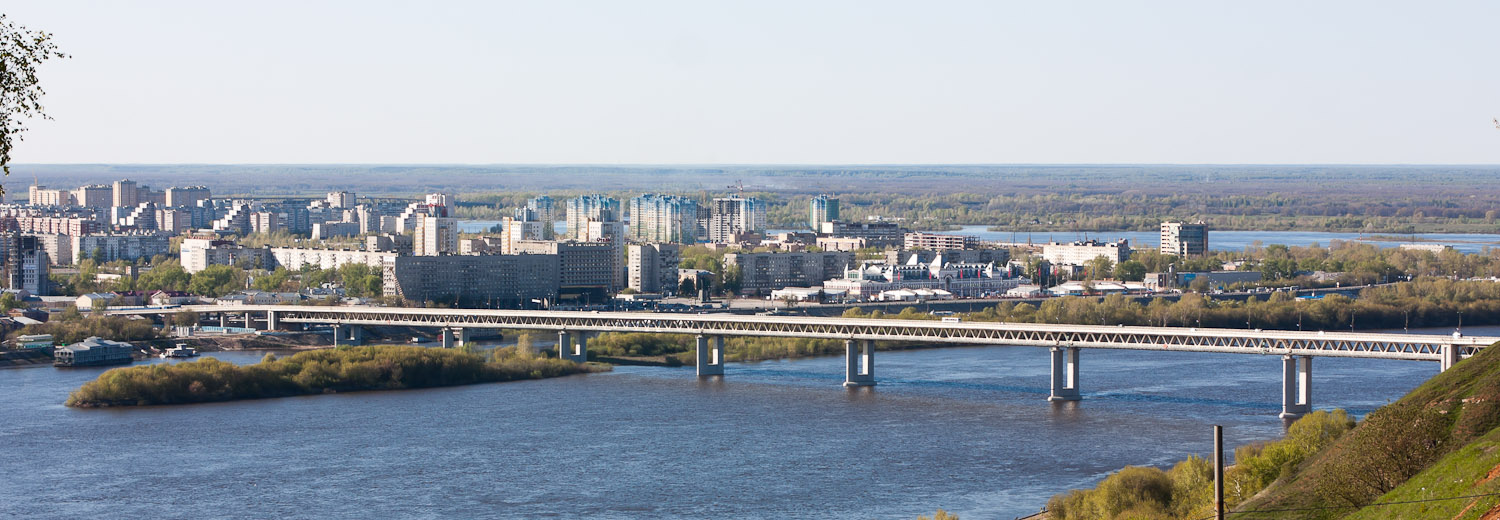
V pozadí je vidět Nižněnovgorodský jarmark a Volhu